# Thorius minutissimus
Thorius minutissimus är en groddjursart som beskrevs av Taylor 1949. Thorius minutissimus ingår i släktet Thorius och familjen lunglösa salamandrar. IUCN kategoriserar arten globalt som akut hotad. Inga underarter finns listade i Catalogue of Life.